# Scholem-Alejchem-Schulsystem
Das Scholem-Alejchem-Schulsystem ist ein nach dem jiddischen Schriftsteller Scholem Alejchem (1859–1916) benanntes Schulsystem, das auf Englisch als das Sholem Aleichem School System bekannt ist.

## Verschiedenes
Die Schulen wurden von Abraham G. Duker im Jahr 1949 als jiddischistisch-nationalistisch eingestuft, und sich zunehmend für die Tradition einsetzend (reinterpretation and pro-Palestine), und von ihm „an der Peripherie der rechten Sozialisten“ angesiedelt.
Der jiddische Muttersprachler Frederick Schwartzman berichtet in einem Gespräch mit Christa Whitney von seinen Erfahrungen mit der Pädagogik des Scholem-Alejchem-Schulsystems, wobei Jüdische Geschichte, Jiddisch, Hebräisch und verschiedene andere Fächer unterrichtet wurden, und er erzählt, wie die Schüler nach Abschluss der mitlshul (Mittelschule bzw. Gymnasium) auf das lerer-seminar (jüdisches Lehrerseminar) gehen konnten.
Die als Tochter polnisch-jüdischer Emigranten in New York zur Welt gekommene US-amerikanische Historikerin des Holocaust Lucy Dawidowicz (1915–1990), die in ihrer Studienzeit den Wunsch verspürt hatte, das osteuropäische Judentum näher kennenzulernen und ihre Jiddischkenntnisse zu vertiefen, war der Autorin Bilha Shilo  zufolge auf Empfehlung ihres ehemaligen Lehrers an der Scholem Alejchem Mitlshul (Gymnasium), des jiddischen Historikers Jacob Shatzky, einem Mitglied des New Yorker YIVO, im Jahr 1938 mit einem YIVO-Forschungsstipendium für einen Studienaufenthalt (Aspirantur) nach Wilna gegangen, wo sie „unter den letzten ausländischen Personen [war], die das YIVO noch in seiner alten Form kennenlernen konnten.“
In Argentinien zählte das Scholem-Alejchem-Schulsystem einem Bericht der Jewish Telegraphic Agency aus dem Jahr 1964 zufolge zur größten und am besten organisierten jüdischen Schulorganisation.